# Duty After School
Duty After School (Coreano: 방과 후 전쟁활동. Español: Deber después de clases) es una serie de televisión surcoreana protagonizada por Shin Hyun-soo, Lee Soon-won, Im Se-mi, Kwon Eun-bin, Kim Ki-hae, Kim Min-chul, Kim So-hee, Kim Su-gyeom, Kim Jung-lan, Moon Sang-min, Shin Myung-sung, Shin Su-hyun, Shin Hye-ji, Ahn Da-eun, Ahn Do-gyu, Yeo Joo-ha, Oh Se-eun, Woo Min-gyu, Yoon Jong-bin, Lee Yeon, Ji Min-hyuk, Choi Moon-hee, Hong Sa-bin y Hwang Se-in. La serie está basada en una novela web creada por el autor coreano Ha Il-kwon, la cual se tituló con el mismo nombre cuando fue publicada como webtoon en Naver Webtoon. Se estrenó en TVING el 31 de marzo de 2023 a las 16:00 (KST). También está disponible para transmisión en Viki y Viu en regiones seleccionadas.
La serie se dividió en dos partes: la primera parte (Parte 1) se emitió el 31 de marzo de 2023, mientras que la segunda parte (Parte 2) se emitirá el 28 de abril de 2023.

## Partes y episodios
| Parte | Número de episodios | Fecha de estreno    |
| ----- | ------------------- | ------------------- |
| 1     | 6                   | 31 de marzo de 2023 |
| 2     | 4                   | 21 de abril de 2023 |

## Sinopsis
Duty After School cuenta la historia de los estudiantes de último año de Seongjin High que comenzaron una guerra para luchar contra los ataques de una misteriosa criatura que cubría el cielo. Debido a la invasión de este ser desconocido, el fin del mundo parece acercarse, por lo que los adolescentes luchan desesperadamente para salvar a la humanidad de la peor catástrofe de la historia.

## Elenco

Póster horizontal (versión webtoon) de la serie.

### Principal
- Shin Hyun-soo como Lee Chun-ho, el teniente y comandante de pelotón del salón 3-2. Este personaje inicialmente es firme y estricto con los estudiantes, pero luego se encariña con ellos, así cuidándolos con gran cautelo.[8]
- Lee Soon-won como Kim Won-bin, un sargento que también es un fiel asistente de Lee Chun-ho. Aunque tiene 21 años, parece mucho mayor, por lo que los estudiantes constantemente se burlan de él por su apariencia.[8]
- Im Se-mi como Park Eun-young, la maestra de aula de la clase 3-2 que siempre prioriza la seguridad de los estudiantes.[9]
- Kwon Eun-bin como Yeon Bo-ra, una estudiante de la clase 3-2 con una personalidad franca y malgeniada. Aunque ayuda a los demás, con frecuencia tiraniza a No Ae-seol.[10]
- Kim Ki-hae [ko] como Kim Chi-yeol, un estudiante de la Clase 3-2. Es introvertido y no tiene sueños especiales o prospectos universitarios. Aunque es aparentemente tímido, a veces toma la iniciativa para rescatar y salvar a sus amigos. Está enamorado de Lee Na-ra.[11]
- Kim Min-chul como Do Soo-cheol, también un estudiante de la clase 3-2, que está enamorado de Na-ra. Es el mejor amigo de Im Woo-taek.[12][13]
- Kim So-hee como Lee Soon-yi, una estudiante de la Clase 3-2 con una personalidad tímida pero bondadosa.[14]
- Kim Su-gyeom como Kwon Il-ha, un estudiante problemático de la Clase 3-2 de personalidad errática y terca. Intimida a Jang Yeong-hun y luego a Kook Yeong-su.[15]
- Kim Jung-lan como Park So-yoon, otro estudiante de la Clase 3-2.[16]
- Moon Sang-min como Wang Tae-man, el "comediante designado" de la Clase 3-2.[8]
- Shin Myung-sung como Im Woo-taek, un estudiante de la Clase 3-2 que es el mejor amigo de Do Soo-chul.[17]
- Shin Su-hyun como Cha So-yeon, una estudiante de la Clase 3-2. Está enamorada del comandante de pelotón Lee Chun-ho.[18][19]
- Shin Hye-ji como Choi Yeon-ju, una estudiante que muestra un ingenio inesperado en medio de la guerra. Es de personalidad amable y altruista, que en silencio cuida de sus amigos.[20]
- Ahn Da-eun como Kim In-hye, una estudiante de la Clase 3-2.[16]
- Ahn Do-gyu como Kook Yeong-su, un estudiante de la Clase 3-2. Yeong-su  desencadena una serie de conflictos con sus compañeros por preocuparse únicamente por el tiempo perdido a causa de la guerra. Pues él piensa que cada minuto y cada segundo que no sea estudiar es un lujo. Es intimidado por Kwon Il-ha.[21]
- Yeo Joo-ha como Kim Yu-jeong, la presidenta de la Clase 3-2, que intenta tomar decisiones racionales incluso en situaciones confusas.[22]
- Oh Se-eun como Hong Jun-hee, el 'quejoso profesional' de la clase 3-2. Por su personalidad egoísta y terca se convierte en un factor de tensión en la guerra.[23]
- Woo Min-gyu como Kim Duk-joong, un virtuoso militar de Clase 3-2 que disfruta comer.[8]
- Yoon Jong-bin como Jo Jang-soo, el vicepresidente de la Clase 3-2. Es valiente y hereda las virtudes de su padre, que es soldado.[16]
- Lee Yeon como No Ae-seol, una estudiante de la Clase 3-2 que es callada y a menudo intimidada por Yeon Bo-ra. Muchas veces es torpe en las tareas que se le asignan, pero tiene un buen carácter.[24]
- Ji Min-hyuk como Jo Hyeong-shin, un estudiante de la clase 3-2 que puede escapar de las crisis al comprender la situación con calma y rapidez.[25]
- Choi Moon-he como Lee Na-ra, una estudiante de la Clase 3-2 que es tranquila y virtuosa. Sobresale en sus tareas y es la francotiradora del equipo.[26]
- Hong Sa-bin como Woo Hee-rak, el último estudiante de la Clase 3-2.[16]
- Hwang Se-in como Yu Ha-na, una estudiante de la Clase 3-2. Es tímida y llora con facilidad. Ella admira a Bo-ra y se apega a ella en busca de apoyo.[16]

### Secundario
- Noh Jong-hyun como Jang Yeong-hun, un estudiante de la Clase 3-2 que se concentra en los estudios y parece no tener interés en hacer amigos. Es constantemente tiranizado por Kwon Il-ha.[16]

### Aparición especial
- Park Jeong-yeon como Yoon-seo, una estudiante que sobrevive en el ático.[27]

## Producción
El rodaje comenzó en agosto de 2021.
En febrero de 2023, se reveló todos los nombres que conformarían el elenco, además de la fecha de lanzamiento de la serie.

## Estreno
El 8 de marzo de 2023, se confirmó que los primeros tres episodios se lanzarán a la vez el día 31 del mismo mes.
El 30 de marzo de 2023, se anunció que Duty After School se dividiría en dos partes. La Parte 1, que se conforma por los episodios 1 al 6, se estrenó el 30 de marzo de 2023. Mientras que la Parte 2, que se conforma por los episodios 7 al 10, se lanzaron el 21 de abril de 2023.